# Wędrówki Childe Harolda

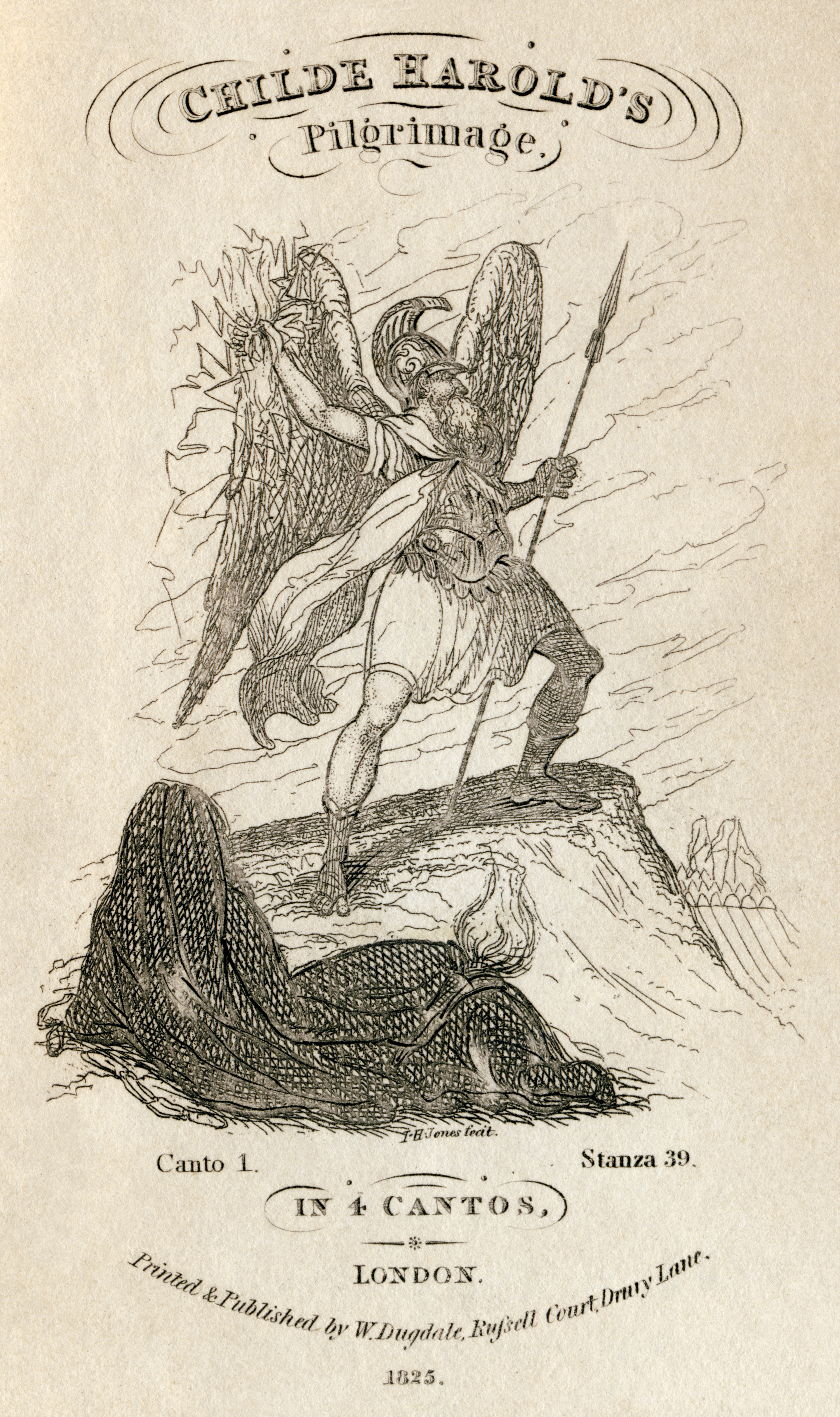
Okładka angielskiego wydania poematu z 1825 r.

Wędrówki Childe Harolda (ang. Childe Harold’s Pilgrimage) – poemat dygresyjny autorstwa George’a Gordona Byrona, powstały w okresie literackiego romantyzmu w latach 1809–1818. Autor stworzył w nim charakterystyczny typ bohatera bajronicznego, którym jest tytułowy Harold.
Na język polski poemat przekładali Michał Budzyński (1857), Jan Kasprowicz (1895) i Aleksander Krajewski (1896).

## Forma
Utwór napisano przy użyciu strofy spenserowskiej, czyli zwrotki dziewięciowersowej rymowanej ababbcbcc. Tym samym Byron reaktywował dawną, nieco już zapomnianą formę. Za jego przykładem zaczęli ją stosować inni angielscy poeci romantyczni.

Not in those climes where I have late been straying,
Though Beauty long hath there been matchless deemed,
Not in those visions to the heart displaying
Forms which it sighs but to have only dreamed,
Hath aught like thee in Truth or Fancy seemed:
Nor, having seen thee, shall I vainly seek
To paint those charms which varied as they beamed –
To such as see thee not my words were weak;
To those who gaze on thee what language could they speak?

## Treść
Akcja rozgrywa się w czasach współczesnych autorowi. W poemacie wykorzystano motyw wędrówki, z czym łączą się liczne miejsca akcji. Harold jako człowiek skłócony ze światem, buntownik, wyrusza na wielką wędrówkę. Przemierza Półwysep Pirenejski, Grecję, Włochy, Szwajcarię. Niestety, ani poznawanie bohaterskich czynów poszczególnych narodów, ani kontemplacja przyrody, nie leczą bohatera z „choroby wieku”. W zakończeniu utworu nadal czuje się nieszczęśliwy, pusty, pozbawiony celu życia, nie potrafi wskazać jego sensu. Losy Childe Harolda stanowią jedną warstwę treściową utworu; druga to odautorskie dygresje poświęcone różorodnym tematom.
Poemat przyniósł Byronowi natychmiastową sławę. Przemysław Mroczkowski uważa, że rok publikacji dwóch pierwszych jego pieśni był jedną z najważniejszych dat w dziejach europejskiego romantyzmu.